# デメモロコ
デメモロコ(Squalidus japonicus japonicus )は、コイ目コイ科カマツカ亜科スゴモロコ属の淡水魚である。スナモロコ(京都)、シロモロコ(岐阜)などの地方名がある。

## 分布
濃尾平野と琵琶湖にのみ分布する。徳島県吉野川、福岡県筑後川、茨城県での採集記録があるが、移入による一時的分布と見られその後確認されていない。。

## 形態
スゴモロコに似ているが、体高が高く、口髭が短い。体は淡い黄褐色で、側面にはやや光沢があり緑がかった褐色の縦条があり、背部にのみ暗褐色の小さい斑点がある。繁殖期のオスは、胸びれ上部以外の部位に極めて小さい追い星ができるが、婚姻色はオス・メスともにあらわれない。全長は 14 cmに達する。

## 生態
琵琶湖では沿岸一帯に、濃尾平野では灌漑用の池や、それに繋がる用水路などに生息する。琵琶湖では春から秋にかけて沿岸で暮らし、冬は深部へ移動する。群れを作って生活し、底生生物や付着藻類を食べる。産卵期は5月上旬から6月下旬にかけてだが、一部は8月に産卵する個体もある。水深5-6mの砂泥底で産卵する。

## 亜種
2007年に柿岡諒らが「伊勢湾周辺産デメモロコはミトコンドリアDNAにおいて多系統的であり，琵琶湖産デメモロコと特に近縁ではなかった」という調査結果を発表した。ここではこの伊勢湾周辺産デメモロコを「ノウビデメモロコ」とする。ノウビデメモロコは、吻が丸く、黒色点があり、腹鰭から脂鰭までの距離が長い、顔は黒色点がある、などがある。このノウビデメモロコは、琵琶湖のデメモロコとは亜種という関係になる。

## 保全状況評価
- 絶滅危惧II類 (VU)（環境省レッドリスト）

- 京都府-要注目種